# Strucke
Koordinaten: 51° 18′ 46″ N, 9° 12′ 28″ O
Strucke war eine Dorfsiedlung in der heutigen Gemarkung von Istha, einem Stadtteil von Wolfhagen im nordhessischen Landkreis Kassel.
Der Ort befand sich etwa 3 km südöstlich von Wolfhagen und etwa 3 km nordwestlich von Istha, auf 325 m Höhe, an einer nach Westen in den Limeckebach entwässernden Quelle am südwestlichen Fuß des Isthabergs. Die dortige Feldflur trägt die Bezeichnung „In den Stücken“. Die Bundesstraße 450 von Istha nach Wolfhagen verläuft unweit westlich der einstigen Siedlung.
Zur Geschichte des Orts ist nahezu nichts bekannt. Das Güterregister des Klosters Hasungen vermerkt im Jahre 1515, dass das Kloster in der wüst gefallenen Feldmark des Orts den Zehnten besaß.